# Morte sul rogo

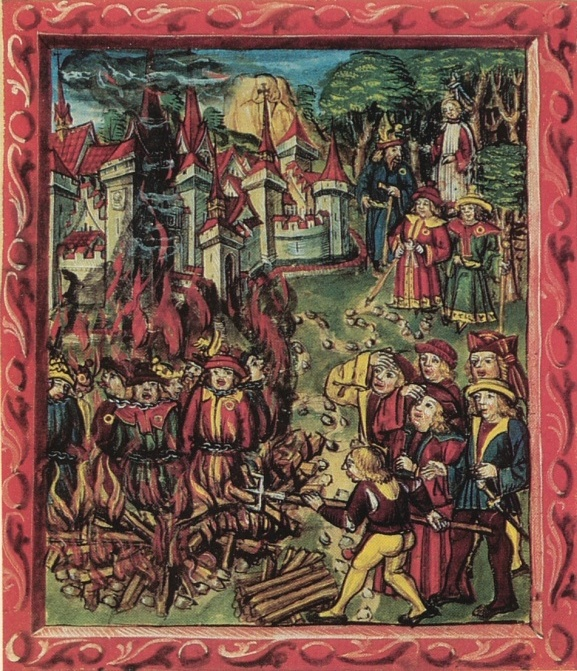
Rogo degli Ebrei di Ravensburg, contrassegnati con il distintivo giallo (la rouelle), durante la morte nera del 1348.

La morte sul rogo è una forma di condanna capitale, utilizzata principalmente nei secoli passati in tutto il mondo e applicata soprattutto ai condannati per stregoneria, eresia e sodomia.

## Effetti del rogo
Il condannato previa tortura veniva solitamente legato ad un palo, sotto ed intorno al quale venivano posti abbondanti fasci di legname e paglia a cui veniva dato fuoco. La morte sopraggiungeva, se il fuoco era rapido, per gravissime ustioni prodotte al corpo e per il successivo annerimento della carne (quindi per shock ipovolemico a causa del dissanguamento, o danni agli organi interni oppure per collasso cardiaco causato dal dolore intenso), o per asfissia da distruzione dei polmoni causata dall'inalazione del fuoco, che bruciava fino a ridurre in cenere il condannato. Se il fuoco era lento, invece, prima che il medesimo potesse giungere a dilaniare le carni si poteva morire per asfissia da fumo oppure per arresto cardiocircolatorio per il calore.
Sovente, amici o parenti del condannato pagavano il carnefice affinché, nel legare il condannato al palo, lo stordisse o strangolasse. Talvolta lo strangolamento era concesso dalla stessa autorità.

## Storia
È verosimile che questa forma di condanna a morte fosse presente nelle culture più antiche, in particolare in quelle di origine celtica, ma le prime testimonianze di condanne al rogo sono di epoca romana e ci vengono fornite dai Martirologi e dalle Vite dei Santi, in cui vengono descritti i supplizi dei martiri del cristianesimo.
Secondo leggende cristiane, la condanna al rogo di questi da parte del Senato e degli imperatori romani non era molto frequente e si concludeva sempre con la salvezza del Santo a cui, poiché le fiamme non riuscivano a lambirlo, veniva staccata la testa. Nei primi anni dell'impero bizantino il rogo fu utilizzato come punizione per gli zoroastriani, come pena di contrappasso alla loro adorazione del fuoco sacro.
Nei territori conquistati dai Vandali nell'Africa settentrionale, durante il Regno di Unerico la morte sul rogo fu dispensata a molti vescovi cattolici che si erano rifiutati di convertirsi all'arianesimo. Nella Bibbia la punizione del fuoco (Serefa) non era invece riferita al rogo come oggi lo intendiamo: ai condannati veniva fatto ingerire piombo fuso provocando la morte istantanea del reo dovuta alla distruzione delle vene e delle arterie del collo. La Serifa fu una delle quattro pene di morte prescritte dal libro sacro e, come le rimanenti (lapidazione, decapitazione e impiccagione) raramente fu praticata dagli ebrei (vedi San Ciriaco).
Al di fuori dell'area mediterranea il rogo è stato praticato da alcune civiltà precolombiane per cerimonie sacrificali e in India, dove nel passato, ma in alcune regioni la tradizione persiste ancor oggi, le donne sposate venivano sacrificate sulla pira ove ardevano i corpi dei mariti morti. Il rogo era usato anche da alcune tribù di Indiani d'America, in alternativa alla trafittura con frecce, per uccidere i nemici catturati.
Nel mondo cristiano, il rogo venne utilizzato per punire l'eresia. Tra le personalità di spicco giustiziate tramite questo supplizio possiamo ricordare Jacques de Molay (1314), Jan Hus (1415), Giovanna d'Arco (1431) e Giordano Bruno (1600). Dopo l'affermarsi della riforma luterana e di quella calvinista la condanna a morte per rogo venne applicata da tutte le correnti religiose.
Gli ultimi roghi per stregoneria in Europa avvennero tra il 1782 e il 1793 in Svizzera e in Polonia.
Fin dal Medioevo, in Gran Bretagna, il rogo fu la pena capitale decretata per le donne condannate per tradimento (treason): questo poteva essere high treason quando si trattava di crimini commessi contro i sovrani o petty treason per l'uccisione di coloro che erano superiori per legge a chi commetteva il reato, come nel caso della moglie che uccideva il marito. Nel 1790, Sir Benjamin Hammett, riuscì a far approvare una legge al Parlamento inglese che pose fine sull'isola all'esecuzione capitale sul rogo.

## Roghi moderni

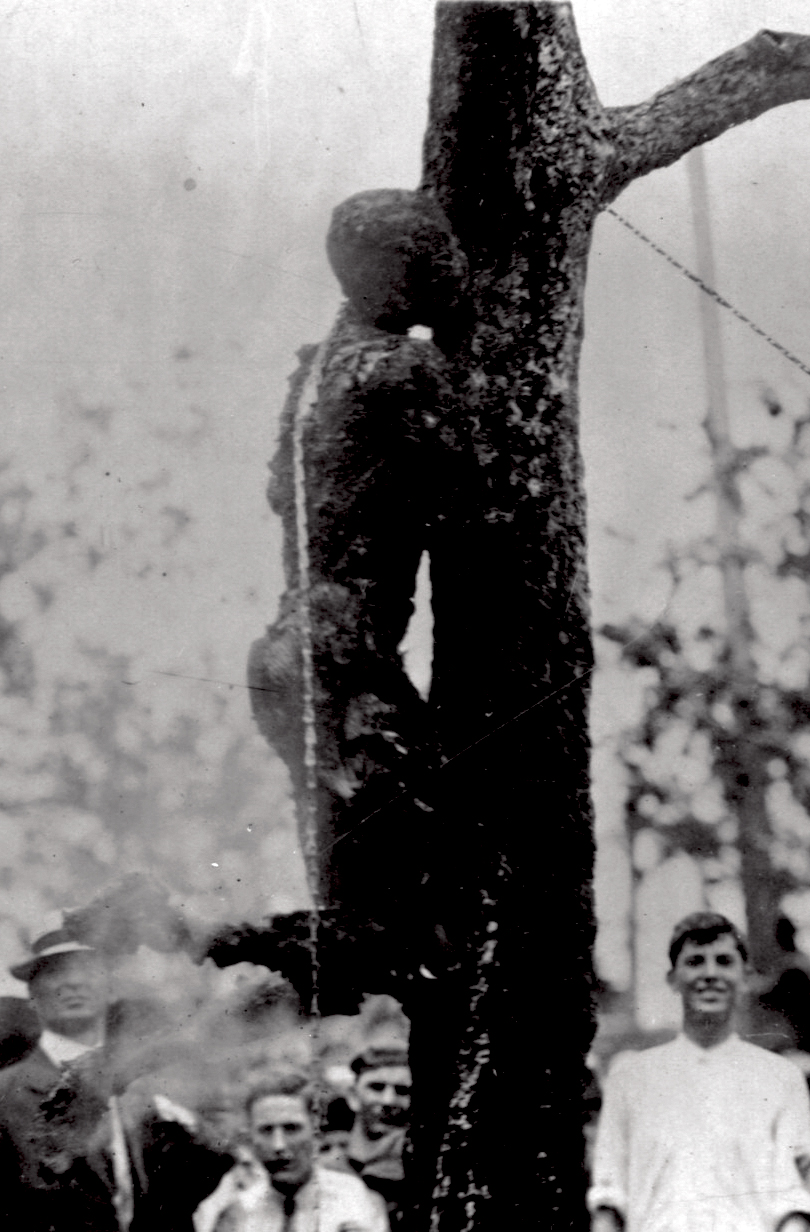
Jesse Washington penzolante da un albero dopo essere stato arso vivo

Seppure nella nostra società questa forma di condanna a morte sia cessata da alcuni secoli, nel mondo sono ancora frequenti le condanne a morte e i linciaggi che hanno come mezzo di esecuzione il rogo. Nel 1916 in Texas, Jesse Washington, un diciassettenne afroamericano, poco dopo aver subito una condanna a morte per aver stuprato e ucciso una donna, fu trascinato da una folla su un rogo, e fu torturato e ucciso. Nel corso del XX secolo, in tutto il Sud degli Stati Uniti, furono numerosissimi i casi di persone di colore o cattoliche bruciate su roghi improvvisati o bruciate nelle proprie case dai membri del Ku Klux Klan.
Durante la seconda guerra mondiale il fuoco era poi spesso utilizzato dalle truppe nazifasciste sia per far scomparire i corpi delle vittime delle rappresaglie contro la popolazione civile, fossero queste già morte o agonizzanti, come è avvenuto, ad esempio, a Sant'Anna di Stazzema, sia come vero e proprio mezzo di esecuzione capitale, come verificatosi a Lippa di Elsane.
Nell'Africa animista coinvolgono le persone accusate di stregoneria ma, seppur per fini differenti, sono praticate anche in India nei riti Sati.
Gli alleati nella II guerra mondiale con i bombardamenti al fosforo su Dresda e Amburgo applicarono in pratica questa pena sui civili inermi e innocenti, così come fecero gli Italiani in Africa con la conquista dell'Etiopia.
Altri fautori di questa esecuzione sono stati i terroristi di religione islamica appartenenti al sedicente Stato islamico, nel 2015 è stato arso un pilota giordano, facendone anche un macabro video a scopo propagandistico. Nel 2016, sempre trasmessa via video, la tragica sorte è toccata a due soldati dell'esercito turco. Nel 2017 il gruppo terrorista islamico ha bruciato una famiglia composta da una madre e 4 bambini.